# Ester Alves
Ester Sofia Santos Alves (22 de juliol de 1981) és una ciclista portuguesa, professional del 2010 al 2011. Campiona nacional tant en ruta com en contrarellotge.

## Palmarès
- 2008
  -  Campiona de Portugal en ruta
- 2009
  -  Campiona de Portugal en ruta
  -  Campiona de Portugal en contrarellotge